# 1982年ラスベガスグランプリ
1982年シーザーズ・パレスグランプリ (英: 1982 Caesars Palace Grand Prix) は、1982年F1世界選手権の第16戦として、1982年9月25日にシーザーズ・パレス・グランプリ・サーキットで開催された。

## 概要

### 開催状況
このレースは1982年シーズンの最終戦として開催された。このシーズン、アメリカで行われた3度目のF1グランプリだった。土曜日に決勝が開催され、予選は木曜日と金曜日に行われた。また、これがシーザーズ・パレスで行われた最後のF1レースとなった。なお、シーザーズ・パレスホテルの真横を通るラスベガス・ストリップ・サーキットでF1が開催されるのは、41年後の2023年である。

### 予選
木曜日と金曜日に行われた予選は、性能向上が著しいターボエンジンを搭載するルノーを駆るアラン・プロストがPP獲得。2番手もチームメイトのルネ・アルヌーが付け、ルノーがフロントロー独占となった。
なお、ドライバーズチャンピオン獲得の権利を持つケケ・ロズベルグとジョン・ワトソンであるが、5位ならチャンピオン確定のロズベルグは6番手と、優勝しない事には始まらないワトソンの9番手より有利なポジションでのスタートとなった。

### 決勝
この様な状況下で始まった決勝は、フロントローからスタートのルノーよりロズベルグとワトソンの動向が注目となった。ワトソンは2周目にジャック・ラフィットに抜かれ一時的に順位を落とすものの、まもなく調子を取り戻し猛追を敢行し、ポイント圏内に入れないロズベルグを尻目に18周目には4位に上昇。その後も快調に走り56周目には2位のポジションにつけるものの、この前後から抱えたタイヤトラブルが祟り失速。こうして、先頭を走るミケーレ・アルボレートは2位と27秒の差を付けチェッカーを受け、悲願のF1グランプリ初優勝となった。
なお、ドライバーズチャンピオンについてであるが、マリオ・アンドレッティのリタイヤにより条件をクリアしたロズベルグは、5位になるや安全運転を心掛けその順位をキープしたままチェッカーを受け、年間僅か1勝ながらも取りこぼしの少なさが幸いし1982年ドライバーズチャンピオン獲得。対するワトソンは2位止まりだった為、シーズン途中で離脱を余儀なくされたディディエ・ピローニと同ポイントながらも年間3位と言う無念の結果となった。

## 結果

### 予選結果
| 順位 | No | ドライバー                     | コンストラクタ               | 1回目    | 2回目    |
| ---- | -- | ------------------------------ | ---------------------------- | -------- | -------- |
| 1    | 15 | アラン・プロスト               | ルノー                       | 1'18.922 | 1'16.356 |
| 2    | 16 | ルネ・アルヌー                 | ルノー                       | 1'17.868 | 1'16.786 |
| 3    | 3  | ミケーレ・アルボレート         | ティレル・フォード           | 1'18.756 | 1'17.646 |
| 4    | 25 | エディ・チーバー               | リジェ・マトラ               | 1'18.842 | 1'17.683 |
| 5    | 2  | リカルド・パトレーゼ           | ブラバム・BMW                | 1'20.386 | 1'17.772 |
| 6    | 6  | ケケ・ロズベルグ               | ウィリアムズ・フォード       | 1'19.162 | 1'17.886 |
| 7    | 28 | マリオ・アンドレッティ         | フェラーリ                   | 1'19.246 | 1'17.921 |
| 8    | 27 | パトリック・タンベイ           | フェラーリ                   | 1'21.067 | 1'17.958 |
| 9    | 7  | ジョン・ワトソン               | マクラーレン・フォード       | 1'19.320 | 1'17.986 |
| 10   | 35 | デレック・ワーウィック         | トールマン・ハート           | 1'20.181 | 1'18.012 |
| 11   | 26 | ジャック・ラフィット           | リジェ・マトラ               | 1'19.635 | 1'18.056 |
| 12   | 1  | ネルソン・ピケ                 | ブラバム・BMW                | 1'19.210 | 1'18.275 |
| 13   | 8  | ニキ・ラウダ                   | マクラーレン・フォード       | 1'19.171 | 1'18.333 |
| 14   | 5  | デレック・デイリー             | ウィリアムズ・フォード       | 1'19.808 | 1'18.418 |
| 15   | 14 | ロベルト・ゲレーロ             | エンサイン・フォード         | 1'20.516 | 1'18.496 |
| 16   | 23 | ブルーノ・ジャコメリ           | アルファロメオ               | 1'20.065 | 1'18.622 |
| 17   | 29 | マルク・スレール               | アロウズ・フォード           | 1'19.764 | 1'18.734 |
| 18   | 22 | アンドレア・デ・チェザリス     | アルファロメオ               | 1'19.728 | 1'18.761 |
| 19   | 4  | ブライアン・ヘントン           | ティレル・フォード           | 1'21.038 | 1'18.765 |
| 20*  | 31 | ジャン＝ピエール・ジャリエ     | オゼッラ・フォード           | 1'19.222 | -        |
| 21   | 11 | エリオ・デ・アンジェリス       | ロータス・フォード           | 1'19.564 | 1'19.302 |
| 22   | 12 | ナイジェル・マンセル           | ロータス・フォード           | 1'20.986 | 1'19.439 |
| 23   | 9  | マンフレッド・ヴィンケルホック | ATS・フォード                | 1'21.563 | 1'19.767 |
| 24   | 30 | マウロ・バルディ               | アロウズ・フォード           | 1'20.271 | 1'20.824 |
| 25   | 18 | ラウル・ボーセル               | マーチ・フォード             | 1'20.766 | 1'21.215 |
| 26   | 17 | ルパート・キーガン             | マーチ・フォード             | 1'26.048 | 1'21.180 |
| 27   | 33 | トミー・バーン                 | セオドール・フォード         | 1'24.208 | 1'21.555 |
| DNQ  | 36 | テオ・ファビ                   | トールマン・ハート           | 1'22.324 | 1'21.569 |
| DNQ  | 10 | エリセオ・サラザール           | ATS・フォード                | 1'23.148 | 1'21.583 |
| DNQ  | 20 | チコ・セラ                     | フィッティパルディ・フォード | 1'23.100 | 1'22.387 |

### 決勝結果
| 順位     | No | ドライバー                     | コンストラクタ         | 周回 | タイム/リタイヤ | グリッド | ポイント |
| -------- | -- | ------------------------------ | ---------------------- | ---- | --------------- | -------- | -------- |
| 1        | 3  | ミケーレ・アルボレート         | ティレル・フォード     | 75   | 1:41'56.888     | 3        | 9        |
| 2        | 7  | ジョン・ワトソン               | マクラーレン・フォード | 75   | +27.292         | 9        | 6        |
| 3        | 25 | エディ・チーバー               | リジェ・マトラ         | 75   | +56.450         | 4        | 4        |
| 4        | 15 | アラン・プロスト               | ルノー                 | 75   | +1'08.648       | 1        | 3        |
| 5        | 6  | ケケ・ロズベルグ               | ウィリアムズ・フォード | 75   | +1'11.375       | 6        | 2        |
| 6        | 5  | デレック・デイリー             | ウィリアムズ・フォード | 74   | 1周遅れ         | 14       | 1        |
| 7        | 29 | マルク・スレール               | アロウズ・フォード     | 74   | 1周遅れ         | 17       |          |
| 8        | 4  | ブライアン・ヘントン           | ティレル・フォード     | 74   | 1周遅れ         | 19       |          |
| 9        | 22 | アンドレア・デ・チェザリス     | アルファロメオ         | 73   | 2周遅れ         | 18       |          |
| 10       | 23 | ブルーノ・ジャコメリ           | アルファロメオ         | 73   | 2周遅れ         | 16       |          |
| 11       | 30 | マウロ・バルディ               | アロウズ・フォード     | 73   | 2周遅れ         | 23       |          |
| 12       | 17 | ルパート・キーガン             | マーチ・フォード       | 73   | 2周遅れ         | 25       |          |
| 13       | 18 | ラウル・ボーセル               | マーチ・フォード       | 69   | 6周遅れ         | 24       |          |
| NC       | 9  | マンフレッド・ヴィンケルホック | ATS・フォード          | 62   | 規定周回数不足  | 22       |          |
| リタイヤ | 8  | ニキ・ラウダ                   | マクラーレン・フォード | 53   | エンジン        | 13       |          |
| リタイヤ | 33 | トミー・バーン                 | セオドール・フォード   | 39   | スピン          | 26       |          |
| リタイヤ | 35 | デレック・ワーウィック         | トールマン・ハート     | 32   | イグニッション  | 10       |          |
| リタイヤ | 11 | エリオ・デ・アンジェリス       | ロータス・フォード     | 28   | エンジン        | 20       |          |
| リタイヤ | 28 | マリオ・アンドレッティ         | フェラーリ             | 26   | スピン          | 7        |          |
| リタイヤ | 1  | ネルソン・ピケ                 | ブラバム・BMW          | 26   | エンジン        | 12       |          |
| リタイヤ | 16 | ルネ・アルヌー                 | ルノー                 | 20   | エンジン        | 2        |          |
| リタイヤ | 2  | リカルド・パトレーゼ           | ブラバム・BMW          | 17   | クラッチ        | 5        |          |
| リタイヤ | 12 | ナイジェル・マンセル           | ロータス・フォード     | 8    | 接触            | 21       |          |
| リタイヤ | 26 | ジャック・ラフィット           | リジェ・マトラ         | 5    | イグニッション  | 11       |          |
| DNS      | 27 | パトリック・タンベイ           | フェラーリ             | 0    | 出走せず        | 8        |          |
| DNS      | 14 | ロベルト・ゲレーロ             | エンサイン・フォード   | 0    | 出走せず        | 15       |          |

- 特に断りのない限り、予選順位はAUTOCOURSE 1982-83[2]、決勝順位は公式サイト[3]より。
  - AUTOCOURSE記載のウィリアムズ、リジェの2チームのドライバーの予選タイムは、チームメイトのタイムと入れ替わって記載されている（誤植）。
- ジャリエは予選中にクラッシュし、以後の出走を取りやめ[2]、ジャリエ以下のスターティンググリッドは繰り上がった。

## 記録
- 初優勝：ミケーレ・アルボレート
- 最終グランプリ（ドライバー）：ブライアン・ヘントン、デレック・デイリー、ルパート・キーガン、トミー・バーン、マリオ・アンドレッティ
- 最終グランプリ（チーム）：エンサイン